# يان زاخارا
يان زاخارا (مواليد 27 أغسطس 1928) هو ملاكم تشيكوسلوفاكي، مثّل بلاده في الألعاب الأولمبية الصيفية 1952.

## روابط خارجية
- يان زاخارا على موقع اللجنة الأولمبية الدولية (الإنجليزية)
- يان زاخارا على موقع أوليمبيديا (الإنجليزية)
- يان زاخارا على موقع اللجنة الأولمبية التشيكية (التشيكية)